# Opel Crossland
Opel Crossland (до 2020 года Opel Crossland X) — субкомпактный кроссовер компании Opel, который прозводился с 2017 по 2024 год.  В Великобритании автомобиль известен как Vauxhall Crossland.

## История
Впервые автомобиль Opel Crossland был представлен в январе 2017 года в Великобритании. В марте 2017 года автомобиль был представлен на Женевском автосалоне. Серийно автомобиль начал производиться летом 2017 года.
Автомобиль производится в Испанском городе Сарагоса на платформе PSA PF1.
Начиная с 2020 года, автомобиль прошёл фейслифтинг. Буква X в названии модели была отсечена. Теперь автомобиль называется просто Opel Crossland. В 2024 году заменили возрождённым Opel Frontera.

## Особенности
Автомобиль Opel Crossland оснащается бензиновыми двигателями внутреннего сгорания EB2F I3 EB2DT/EB2DTS объёмом 1,2 литра, газомоторным EB2FA и дизельным DV6 BlueHDi объёмом 1,6 литра. Мощность дизельного двигателя варьируется от 99 до 120 л. с., тогда как мощность бензинового двигателя варьируется от 82 до 130 л. с., а газомоторного — до 75 л. с.
| Бензиновые двигатели внутреннего сгорания   | Бензиновые двигатели внутреннего сгорания | Бензиновые двигатели внутреннего сгорания | Бензиновые двигатели внутреннего сгорания |
| Объём                                       | Мощность                                  | МКПП                                      | АКПП                                      |
| ------------------------------------------- | ----------------------------------------- | ----------------------------------------- | ----------------------------------------- |
| 1,2 л                                       | 82 л. с.                                  | 5-скор.                                   | Н/Д                                       |
| 1,2 л (Turbo)                               | 110 л. с.                                 | 6-скор.                                   | 6-скор.                                   |
| 1,2 л (Turbo)                               | 130 л. с.                                 | 6-скор.                                   | 6-скор.                                   |
| Дизельные двигатели внутреннего сгорания    |                                           |                                           |                                           |
| Объём                                       | Мощность                                  | МКПП                                      | АКПП                                      |
| 1,6 л (Turbo)                               | 99 л. с.                                  | 5-скор.                                   | Н/Д                                       |
| 1,6 л (Turbo)                               | 120 л. с.                                 | 6-скор.                                   | 6-скор.                                   |
| Газомоторные двигатели внутреннего сгорания |                                           |                                           |                                           |
| Объём                                       | Мощность                                  | МКПП                                      | АКПП                                      |
| 1,2 л                                       | 75 л. с.                                  | 5-скор.                                   | Н/Д                                       |

## Продажи вЕвропе
| Год  | Продано |
| ---- | ------- |
| 2017 | 38964   |
| 2018 | 95180   |
| 2019 | 114721  |
| 2020 | 91411   |
| 2021 | 80072   |

## Галерея

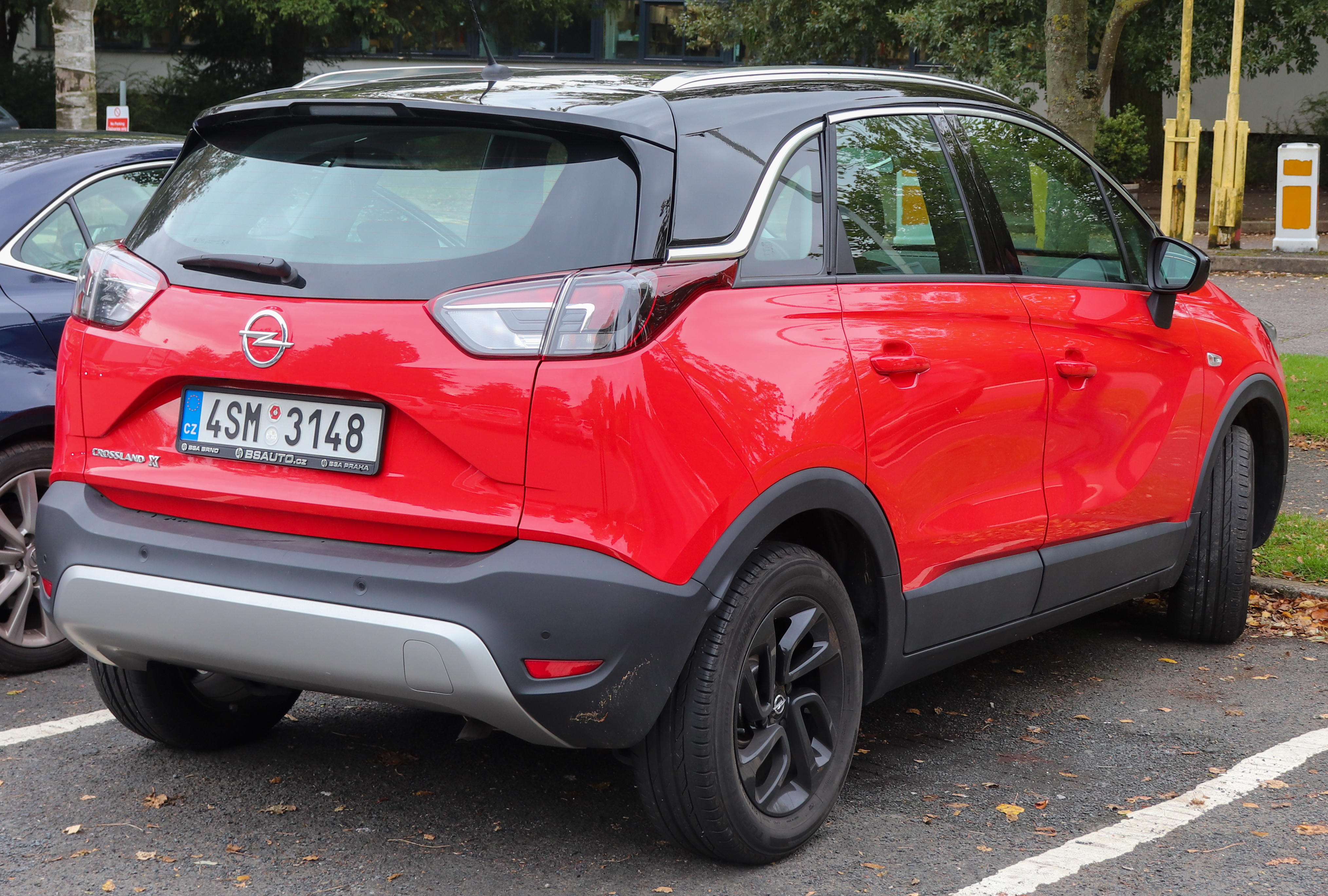
Opel Crossland X
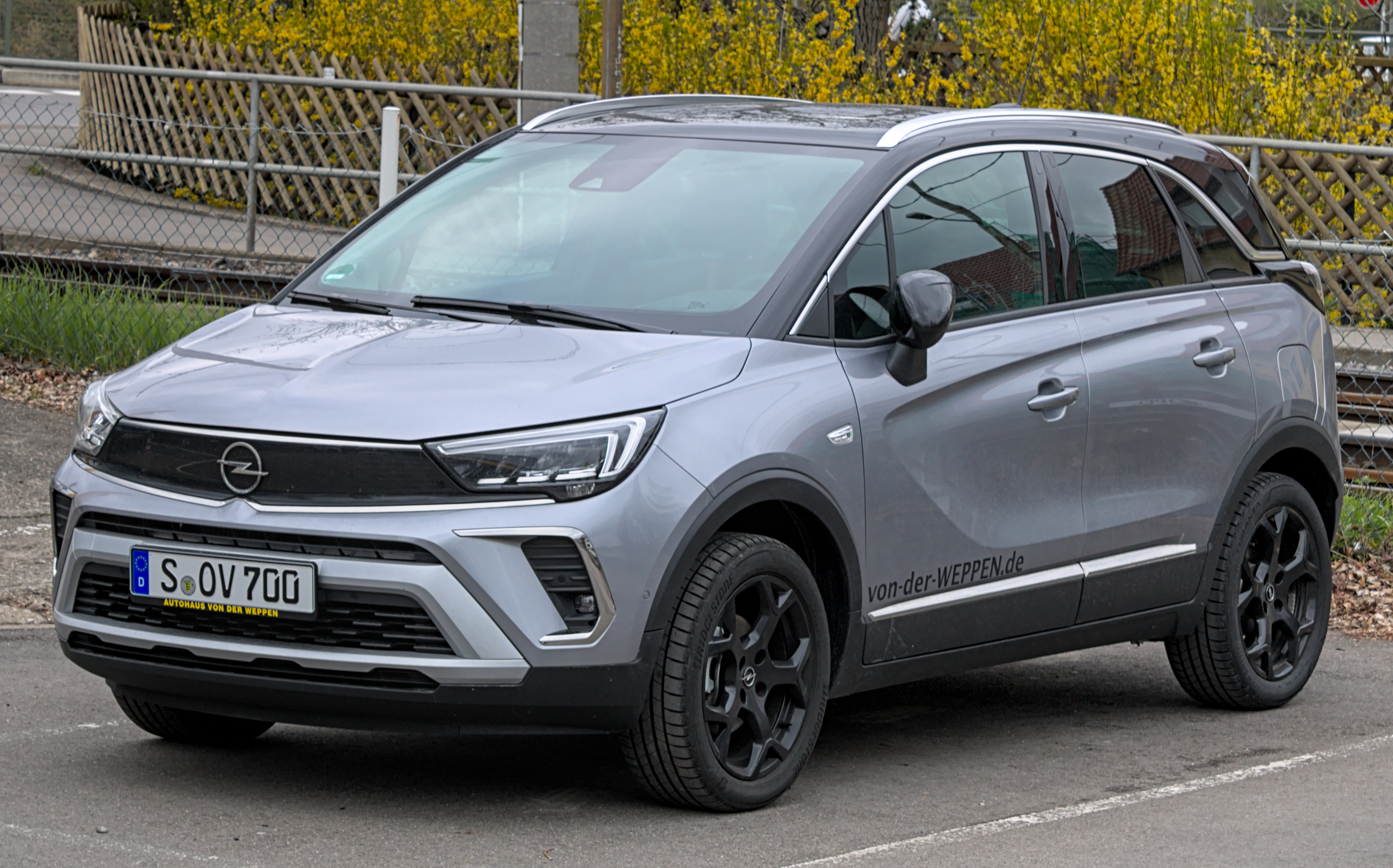
Opel Crossland
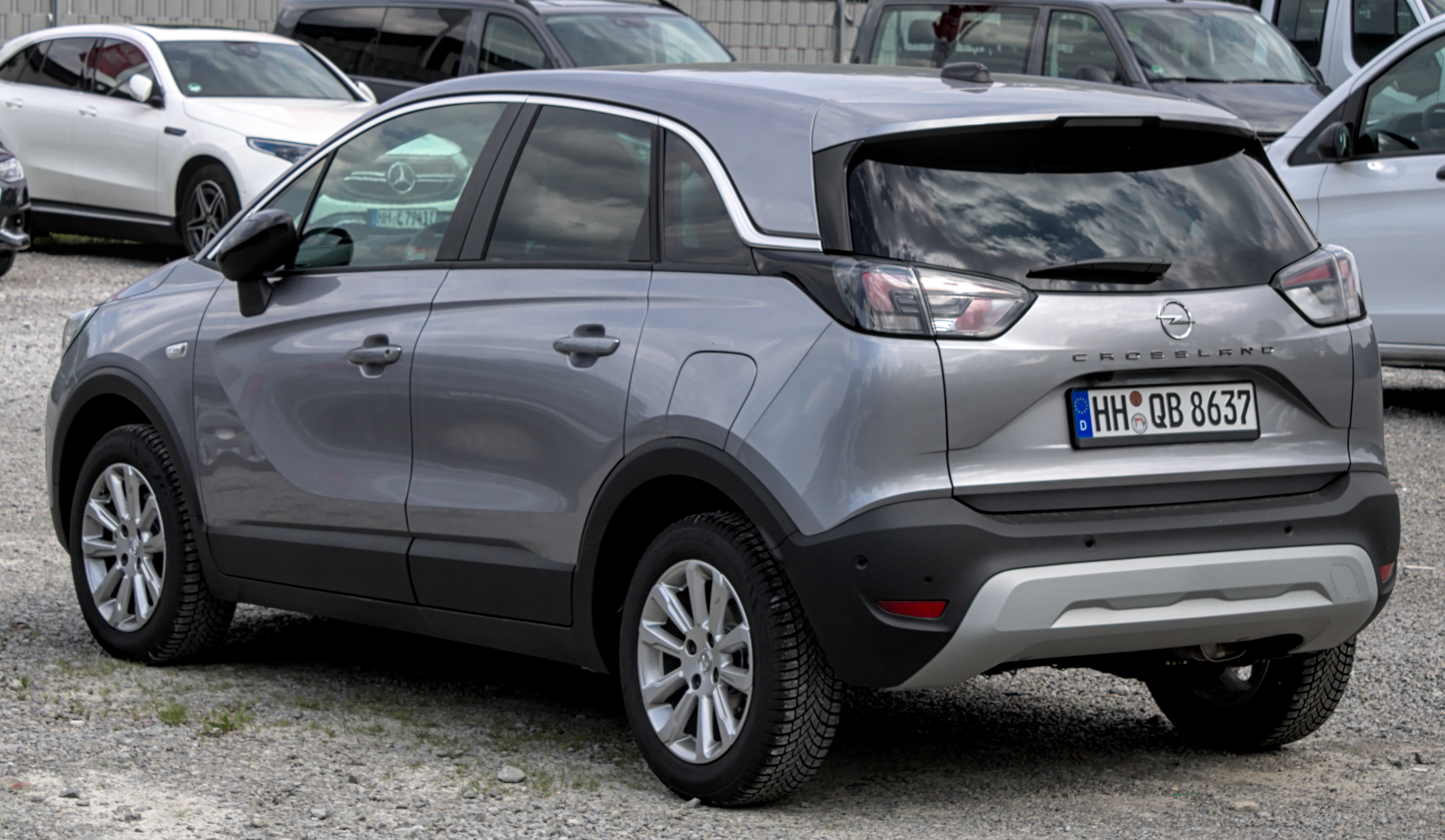
Opel Crossland
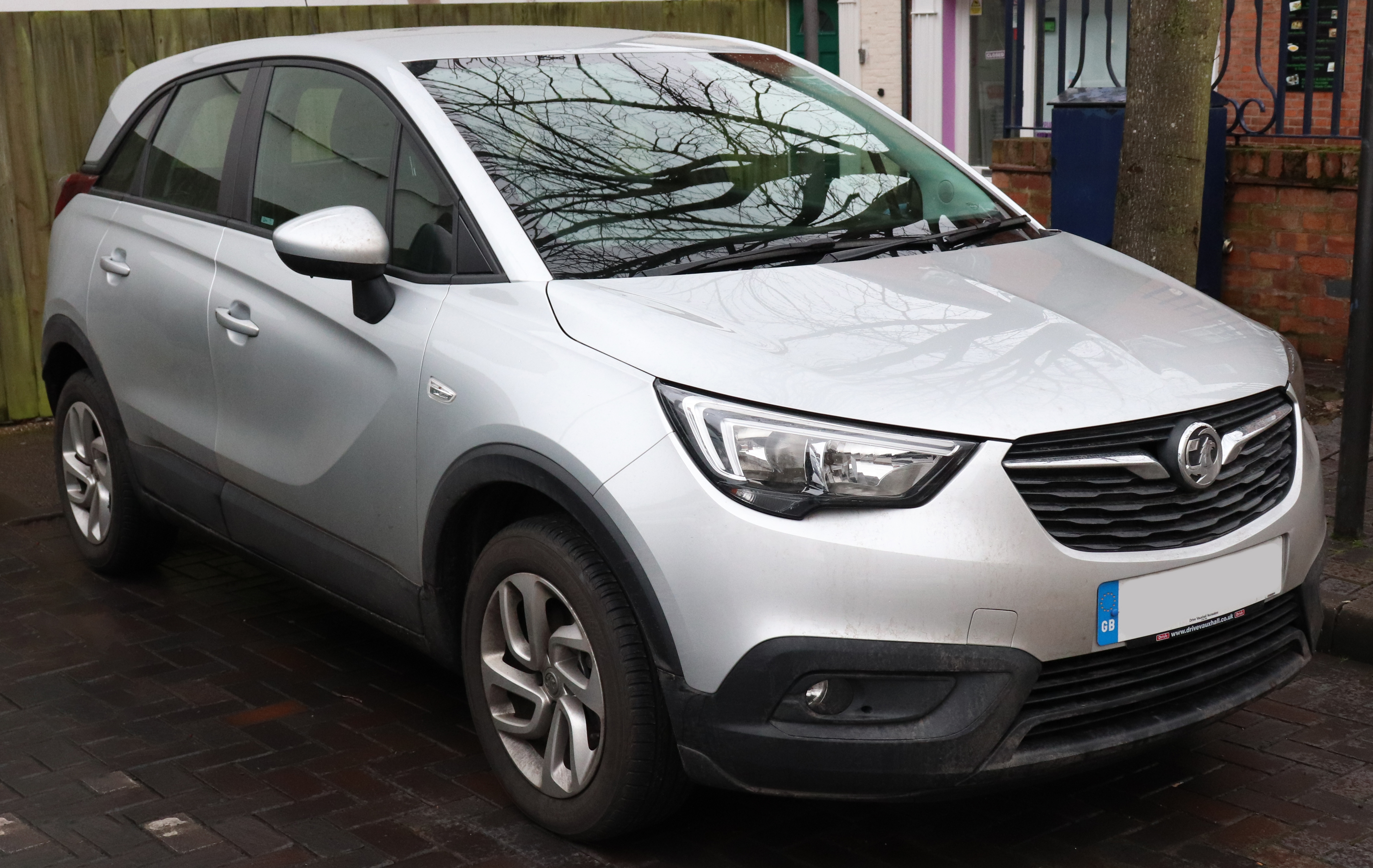
Vauxhall Crossland X
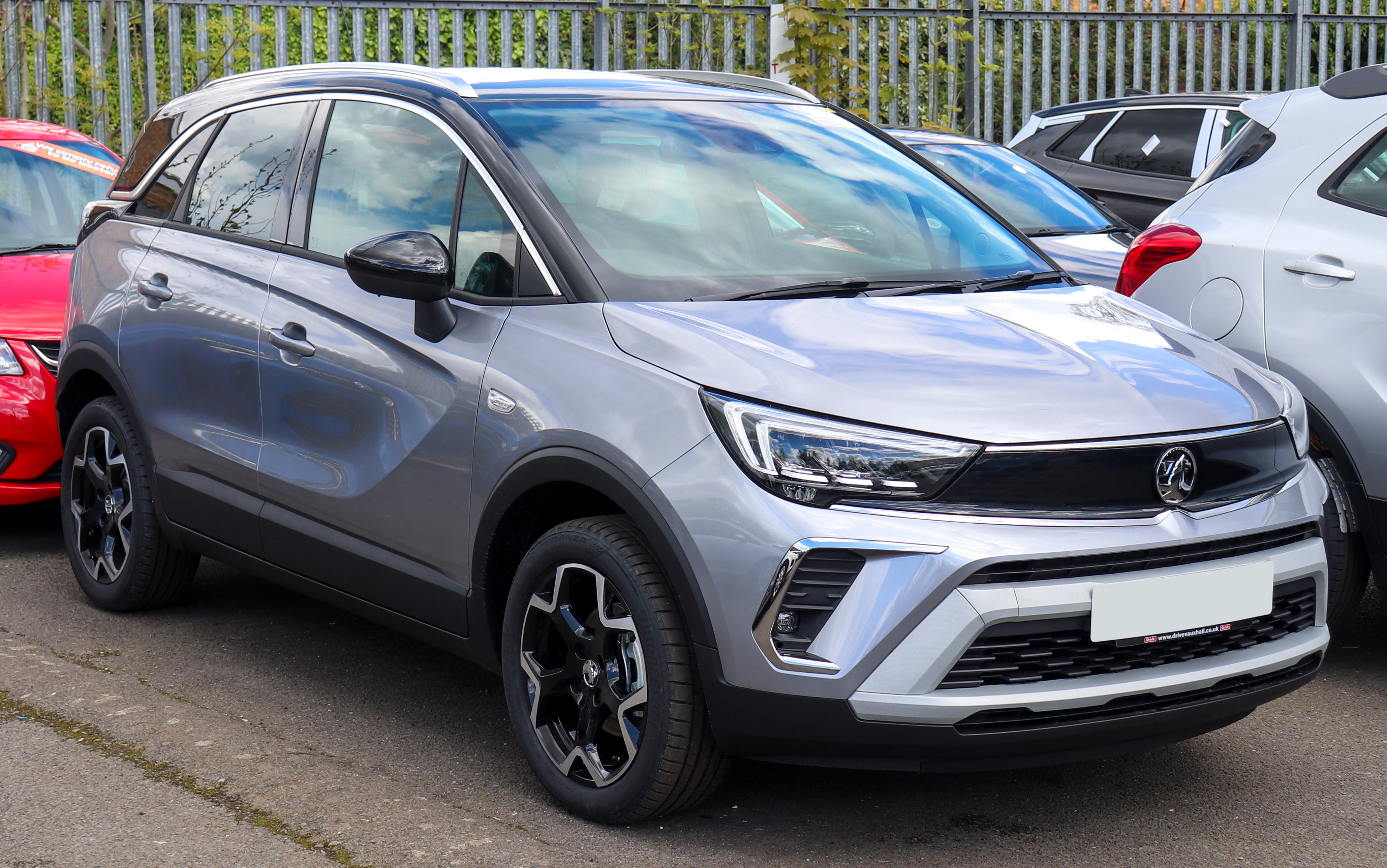
Vauxhall Crossland
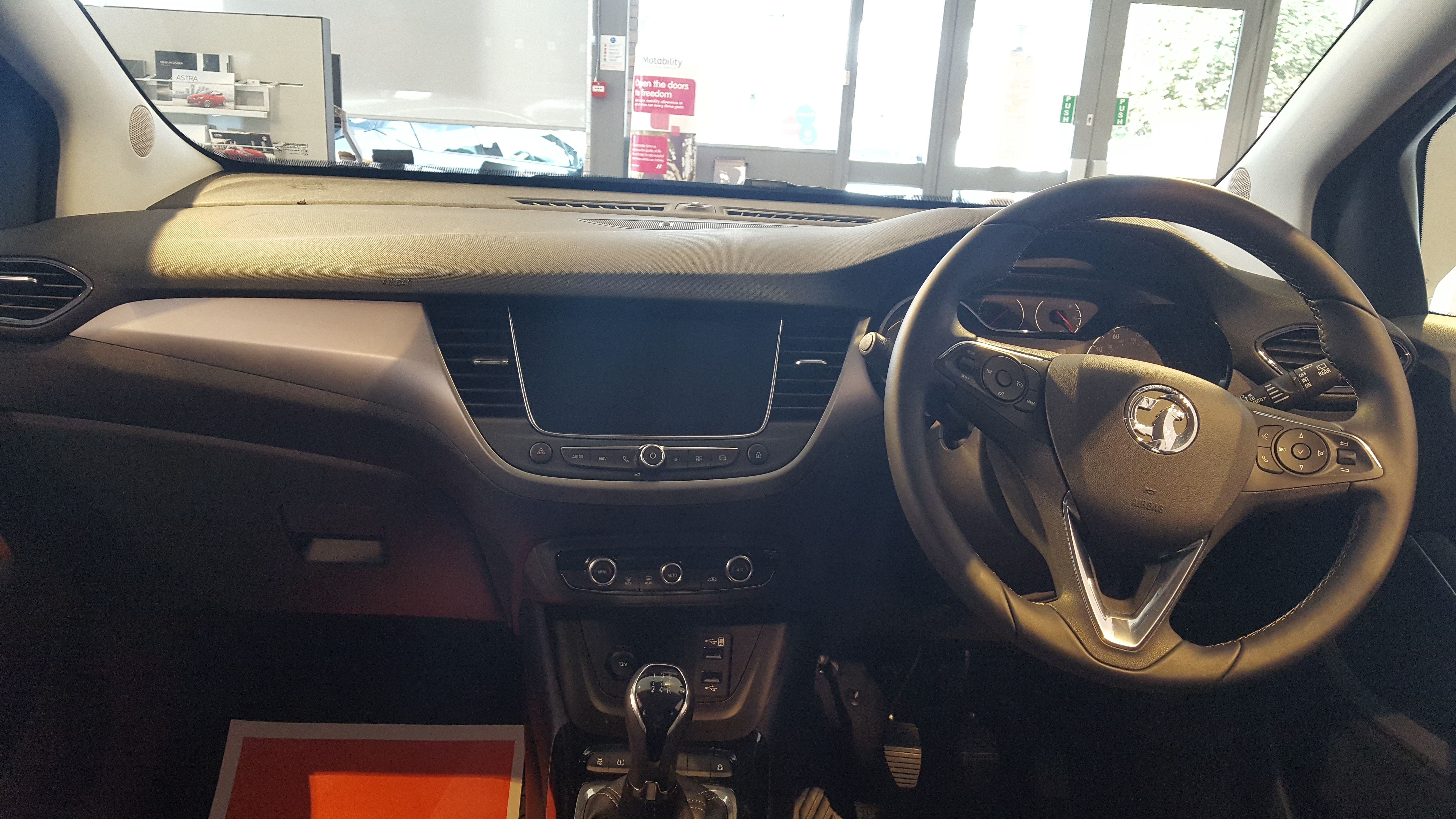
Место водителя